# 霍尔效应传感器

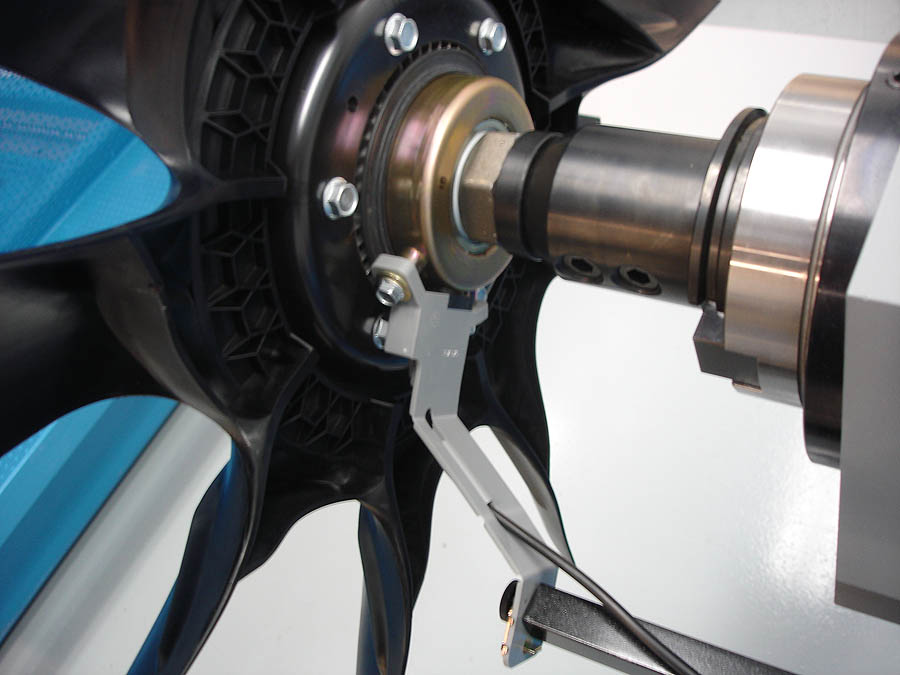
带有霍尔效应传感器的控制端

霍尔效应传感器也称霍尔传感器，是一个换能器，将磁场的变化转化为输出电压的变化。霍尔传感器首先是實用於测量磁场，此外还可测量产生和影响磁场的物理量，例如被用于接近开关、霍尔、位置测量、转速测量和电流测量设备。
其最简单的形式是，传感器作为一个模拟换能器，直接返回一个电压。在已知磁场下，其距霍尔盘的距离可被设定。使用多组传感器，磁铁的相关位置可被推断出。通过导体的电流会产生一个随电流变化的磁场，并且霍尔效应传感器可以在不干扰电流情况下而测量电流，典型的構造为将其和绕组磁芯或在被测导体旁的永磁体合成一体。
通常，霍尔效应传感器和电路相连，从而允许设备以数字（开／关）模式操作，在这种情况下可以被称为开关。工业中常见的设备，例如气缸，也被用于日常设备中，如一些打印机使用他们来监测缺纸和敞盖的情况。当键盘被要求高可靠性时，便也設計霍尔传感器在其按鍵內。

一个轮上的两个磁铁经过霍尔效应传感器

霍尔效应传感器通常被用于计量车轮和轴的速度，例如在内燃机点火定时（正時）或转速表上。其在无刷直流电动机的使用，用来检测永磁铁的位置。图示中的轮子，带有两个等距的磁铁，传感器上的电压在一个周期内将两次达到峰值，此设置通常被用来校准磁盘驱动的速率。

## 霍尔探头
霍尔探头使用铟的化合物晶体，如锑化铟。晶体大小为5平方毫米左右，置于铝基上，通过封装成为探头。晶体平面垂直于探头底侧，底侧由非铁磁材料制成，以避免自身影响磁场。引线自晶体出发，穿过底侧，进入到电路模块。
把探头置于磁场中，当电流流经晶体时，载流子受洛伦兹力作用出现偏转导致载流子在晶体上的分布不均匀，晶体两端的铝基上因此可以探测到霍尔电压。
霍尔探头可以测量微弱的地球磁场。霍尔探测器首先需要根据已知磁场强度进行调校。然后，探头需要以适当方向放置以使地磁场磁流线直接穿过它。然后再以反方向放置，所读出的流密度是地球磁流密度的两倍。